# Доцент
Доце́нт (від лат. docere «навчати») — в Україні та інших країнах вчене звання викладачів закладів вищої освіти, що виконують функцію університетських лекторів; вчене звання співробітників наукових установ; посада в закладах вищої освіти. Учене звання доцента присвоюється ученими радами. Звання доцента засвідчується атестатом, що видає Міністерство освіти України.
У Європі, на рівні або нижче Повного професора, подібно до британського англ. readership (читач лекцій, лектор), французького фр. maître de conférences (MCF).

## Статус
На посаду доцента можуть претендувати особи, які мають вчене звання доцента, старшого наукового співробітника та/або наукові ступені доктора, кандидата відповідних наук та стаж науково-педагогічної роботи не менше 5 років
|  | Учене звання доцента надається докторам і кандидатам наук, обраним за конкурсом на посаду завідувача кафедрою, професора, доцента, або докторам і кандидатам наук на посаді ректора (проректора з навчальної та наукової роботи) вишу, які мають стаж педагогічної роботи у вишах не менш як три роки та друковані навчально-методичні або наукові праці, що використовуються в педагогічній практиці, зокрема опубліковані після захисту дисертації, після успішної роботи на цих посадах протягом навчального року. Учене звання доцента може бути, як виняток, також надано: - висококваліфікованим фахівцям з відповідною вищою освітою, які мають науковий ступінь магістра наук і є одноосібними авторами підручників або навчальних посібників для вишів, підручників для загальноосвітніх шкіл, професійних і професійно-технічних училищ, обраним за конкурсом на посаду завідувача кафедри, професора, доцента, після успішної роботи на цих посадах протягом навчального року; - діячам культури та мистецтва, які мають почесні звання та обрані за конкурсом на посаду завідувача кафедри, професора, доцента вишу після успішної роботи на цих посадах протягом навчального року. |

## Аналоги у різних країнах

### США
Питання аналогів української посади «доцента» за кордоном не є однозначним. Цю посаду можна порівняти з Doctoral Candidate.[джерело?]  Іноді позицію Assistant Professor неправильно перекладають як доцент.[джерело?]
В США посаді доцента можуть відповідати посади лектора (англ. Lecturer), асоційованого професора (англ. Associate Professor). Практичні та лабораторні заняття власне проводяться асистентами-професорами (англ. Assistant Professor).[джерело?]

### Німеччина
В Німеччині практичні та лабораторні заняття проводяться науковими співробітниками (нім. wissenschaftliche Mitarbeiter) та/або студентами старших семестрів.

### Україна
Доценти читають лекції, керують курсовими та дипломними проєктами, проводять практичні та лабораторні заняття.[джерело?] Іноді, Assistant (Assosiate) Professor прирівнюють до доцента через подібність обов'язків.